# Timor-Leste nos Jogos Olímpicos de Verão de 2024
Timor-Leste participou dos Jogos Olímpicos de Verão de 2024, realizados em Paris, na França. Foi a sexta aparição consecutiva do país nos Jogos Olímpicos de Verão desde a estreia vinte anos antes, em Atenas 2004.
Foi representado por quatro atletas que competiram em três esportes, mas nenhum conquistou medalhas.

## Competidores
Esta foi a participação por modalidade nesta edição:
| Esporte   | Masculino | Feminino | Total |
| --------- | --------- | -------- | ----- |
| Atletismo | 1         | 0        | 1     |
| Natação   | 1         | 1        | 2     |
| Taekwondo | 0         | 1        | 1     |
| Total     | 2         | 2        | 4     |

## Desempenho

### Atletismo
- Q = Qualificado para a próxima fase
- q = Qualificado para a próxima fase como o perdedor mais rápido ou, em eventos de campo, pela posição sem atingir o alvo para qualificação
- N/A = Fase não aplicável para o evento
- Bye = Atleta não precisou disputar aquela fase

Masculino
Eventos de pista
| Atleta        | Evento | Preliminar | Preliminar | Baterias    | Baterias    | Semifinal   | Semifinal   | Final       | Final       | Ref.  |
| Atleta        | Evento | Tempo      | Pos.       | Tempo       | Pos.        | Tempo       | Pos.        | Tempo       | Pos.        | Ref.  |
| ------------- | ------ | ---------- | ---------- | ----------- | ----------- | ----------- | ----------- | ----------- | ----------- | ----- |
| Manuel Ataide | 100 m  | 11.35      | 7          | Não avançou | Não avançou | Não avançou | Não avançou | Não avançou | Não avançou | [ 5 ] |

### Natação
Masculino
| Atleta           | Evento     | Eliminatórias | Eliminatórias | Semifinal   | Semifinal   | Final       | Final       | Ref.  |
| Atleta           | Evento     | Tempo         | Pos.          | Tempo       | Pos.        | Tempo       | Pos.        | Ref.  |
| ---------------- | ---------- | ------------- | ------------- | ----------- | ----------- | ----------- | ----------- | ----- |
| Jolanio Guterres | 50 m livre | 30.04         | 71            | Não avançou | Não avançou | Não avançou | Não avançou | [ 6 ] |

Feminino
| Atleta              | Evento     | Eliminatórias | Eliminatórias | Semifinal   | Semifinal   | Final       | Final       | Ref.  |
| Atleta              | Evento     | Tempo         | Pos.          | Tempo       | Pos.        | Tempo       | Pos.        | Ref.  |
| ------------------- | ---------- | ------------- | ------------- | ----------- | ----------- | ----------- | ----------- | ----- |
| Imelda Ximenes Belo | 50 m livre | 32.48         | 71            | Não avançou | Não avançou | Não avançou | Não avançou | [ 7 ] |

### Taekwondo
Feminino
| Atleta   | Evento    | Preliminar             | Oitavas              | Quartas              | Semifinais           | Repescagem           | Final / DB           | Final / DB  | Ref.  |
| Atleta   | Evento    | Adversário Resultado   | Adversário Resultado | Adversário Resultado | Adversário Resultado | Adversário Resultado | Adversário Resultado | Pos.        | Ref.  |
| -------- | --------- | ---------------------- | -------------------- | -------------------- | -------------------- | -------------------- | -------------------- | ----------- | ----- |
| Ana Belo | Até 49 kg | MAR O El-Bouchti D 0–2 | Não avançou          | Não avançou          | Não avançou          | Não avançou          | Não avançou          | Não avançou | [ 8 ] |